# ティターンズの機動兵器
- 機動戦士Ζガンダム > ティターンズの機動兵器
- ティターンズ > ティターンズの機動兵器

ティターンズの機動兵器（ティターンズのきどうへいき）では、テレビアニメおよびアニメーション映画『機動戦士Ζガンダム』や、その他関連作品に登場する地球連邦軍特殊部隊「ティターンズ」のモビルスーツ（MS）、モビルアーマー（MA）などの架空の機動兵器について記述する。記述は五十音順。

## ガブスレイ
パプテマス・シロッコがメッサーラに続いて設計し、連邦軍ルナツー基地にて開発された試作型可変モビルスーツ（TMS）。いわゆる「第3世代MS」に該当する。ガンダムMk-II開発陣による機体ともいわれる。メッサーラの流れを汲む機体であり、ムーバブル・フレームの搭載により、従来MSサイズに抑えつつ可変機構を実装した。火力と機動力をはじめ、砲撃戦・格闘戦ともに優れた性能を誇る。
宇宙用の機体で、可変機構によりMSとの白兵戦から高機動戦闘に対応する。戦闘の際はフェダーイン・ライフルによる長距離射撃のほか、MA形態による一撃離脱戦法も可能。ドゴス・ギアのジェリド隊に3機が配備され、同部隊がアレキサンドリアに転属しエゥーゴとの戦いで敗北したため、全機が失われたとされる。一方で、ガブスレイは2～5機試作されたとした資料もみられる。比較的生産コストの高い機体であったが、優れた性能から量産化も検討されていた。
武装
フェダーイン・ライフル
FEDAYEEN RIFLE
アルバート社製。出力6.6メガワット。
ガブスレイ用に開発された長距離長射程の兵装で、熊手としても使用可能な鉤爪を有する。後部にビーム・サーベルを展開可能。ハンブラビやマラサイも携行している。
メガ粒子砲
両肩に装備。出力4.2メガワット。
ビーム・サーベル
両腕部アーマー内に2基、計4基を装備。出力0.55メガワット。腹部に収納されたまま展開する事も可能。
バルカン砲
頭部（額）に1門装備。
拡散ビーム砲
腰部に2基装備されているが、目くらまし用である。
MA形態
昆虫型MAとも称される。装甲を前面に、推力を後方に集中させたMA形態への変形が可能。この際露出するムーバブル・フレームはアグレッシブフレームとなり、クローアームによって格闘戦を行う事も可能。また、脚だけをMA形態とした中間形態も有するが劇中では使用されていない。
劇中での活躍
テレビ版『機動戦士Ζガンダム』第21話に初登場。ジェリド・メサとマウアー・ファラオが搭乗し、カミーユ・ビダンのガンダムMk-IIとエマ・シーンのリック・ディアスを圧倒するが、アポリーらの運んできたΖガンダムに介入されて撤退する。この時のジェリド機はΖガンダムの攻撃で損傷したため乗り捨てられている。その後のアポロ作戦においても、カミーユのΖガンダムとクワトロ・バジーナの百式を食い止めているが、アーガマを奇襲した際にはマウアー機がΖガンダムの攻撃からジェリド機をかばって撃破される。その直後、マウアーの思念に導かれたジェリド機はアーガマに特攻してMSを次々と撃墜しながら肉迫するが、最終的にはΖガンダムとガンダムMk-IIの集中攻撃を受けて大破する。
漫画『機動戦士ガンダム ヴァルプルギス』では、宇宙世紀0089年にクラン所属の2機が登場する（詳細はボリノーク・サマーンを参照）。
備考
デザイナーの藤田一己によれば、腰部はファッション誌で見たフレア・スカート、額はジェリドのリーゼントをもとにデザインしたという。
劇中には登場しないが、玩具菓子「アルティメットオペレーションプラス」などで、機体色をネイビーブルーを基調としたティターンズカラーにして立体化したものもある。

### ガブスレイβ
スマートフォンゲームアプリ『機動戦士ガンダム U.C. ENGAGE』に登場するゲームオリジナルMS（型式番号：RX-110B）。
ティターンズでは可変機の戦果を受け、これらのみで構成された部隊の設立が策定され、その指揮官機として計画される。MS・MA両形態における基本性能が高いガブスレイを再設計し、変形機構はそのままに頭部のセンサー類を強化している。主兵装は遠距離砲撃性能を強化したフェダーイン・ライフルMk2と、MA形態における推進機能を併せもつマルチ・シールドが用意される。両肩のメガ粒子砲は廃され、代わって腰部にミサイル・ポッドを増設している。グリプス戦役後期の三つ巴の戦いにおいて、本機を指揮官機とする部隊が投入されている。カラーリングはいわゆる「ティターンズ・カラー」の濃紺を基調とする。

### ガブスレイ［フギン］
GABTHLEY [HUGIN]
雑誌企画『ADVANCE OF Ζ 刻に抗いし者』に登場。ティターンズ少尉アーネスト・マクガイアの専用機（型式番号：RX-110C）。
後述のガブスレイ［ムニン］と対での運用が前提とされている。頭部とMA形態時の機首の形状が一般機と異なり、カラーリングも濃紺のティターンズカラーに染められている。頭部はセンサーが強化されており、機首にはミノフスキー粒子の探知機を内蔵。ガンダム［スコル］に搭載された「シャーマン・フレーム」のデータ採取用の機体だが、この事はアーネストにも知らされていなかった。その他の基本性能や武装ではほぼ一般機と変わらない。
機体名は［ムニン］とともに北欧神話に登場するつがいのワタリガラスフギンとムニンに由来する。

### ガブスレイ［ムニン］
GABTHLEY [MUNIN]
オークランド研究所出身の強化人間ロスヴァイセの専用機（型式番号：RX-110NT-1）。
［フギン］とも異なる形状の頭部とMA時の機首を持ち、カラーリングはライン色が違うティターンズカラーに塗られている。［フギン］と違い、こちらは強化人間用に機動性や追従性が高められている他、サイコミュ・システムを搭載している。武装は一般機と同じ。

### ガブレロ
漫画『機動戦士クロスボーン・ガンダム DUST』に登場。
サイド3でザビ・ジオンを名乗る勢力が使用する公国宮警護機で、近接戦闘の特化機。外見はガブスレイだが、両腕にチェーンソーを備え、脚部にある刃は変形後はヒートナタとなる。MA形態時はザクレロそっくりな外観を持つが、これはパイロットの個人的な趣味によるもの。

## ガンダム［スコル］
GUNDAM [SKÖLL]
雑誌企画『ADVANCE OF Ζ 刻に抗いし者』に登場。アーネスト・マクガイアの乗機（型式番号：ORX-009）。
ティターンズの強化人間用MAハティの護衛用随伴機としてオークランド研究所で開発、ゼダンの門工廠で建造された可変MS。機体のモーションパターン・プログラムにはガブスレイ［フギン］のデータをアレンジした物が使用されている。
兄弟機であるガンダム［ケストレル］同様シャーマン・フレームを搭載しており、宇宙空間であっても人間の自然な挙動をMSで再現できる。ブレイク・バインダーによって非可変機でありながら「人型」を捨てたケストレルに対し、スコルのMS形態はオーソドックスな人型であった事から、機体とパイロットとの一体感が増していると言えた。しかし、シャーマン・フレームをフルスペックで稼働させるためにはハティとのシステム相互リンクを維持しなくてはならない（これはハティからスコルへの通信がサイコミュを介して行われるのに対して、スコルからは通常無線で行われるためであり、その限界距離は1万メートル。本機の可変機構もどちらかというと相互通信限界距離への早急な復帰を目的としており、大気圏突入能力はない）。
ゼダンの門崩壊の際にテルアビブ分艦隊によって持ち出されたが、この段階では外装は未完成となっており、実戦配備の際に腕部などの一部装甲は耐ビーム・コーティングを施したナノ・カーボン製の外装が装着されている。ナノ・カーボンは軽量ではあるがMSにとってはオートバイのカウルみたいなものであり、肉弾戦や実体弾に対しては脆弱。
武装はビーム・ライフルとシールドを装備、腰部にビーム・サーベルを搭載。サーベルは収納状態ではビーム・ガンとして使用される。シールドには近接防御ロケット弾が多数装填されており、弾頭から展開されるビーム撹乱幕で敵機のメガ粒子砲を減衰させる仕組みとなっている（このプロセスにはビーム発振時に漏れる光のスペクトル変化をキャッチする必要があり、サイコミュを通したスコルとハティのリンク機能がそれを実現させている）。

## ガンダム（ティターンズ仕様）
ゲーム『機動戦士ガンダム ギレンの野望』シリーズに登場オリジナルの機体

## グルンドゥール
ゲームブック『機動戦士ガンダムΖΖ vol.3「エニグマ始動」』に登場。
元々は戦艦並みの大火力を持つ対艦用の機体というビグ・ザムに近いコンセプトの下に開発されていた機体で、通常のMSの1.5倍に達する巨体に大出力の反応炉を搭載していたが、技術の進歩によって小型化しても同等の火力が発揮できるようになり、このような大型機は不要とされ廃棄されていた。武装はビーム・ランチャーと4基のビーム・ターレットであり、コンセプト故に近接格闘戦用の武装は持たない。また、対ビーム用の磁界発生器も搭載している。
廃棄された後に、ティターンズの残党によって回収されており、宇宙世紀0089年にウェールズで引き起こしたクーデターに投入された。その際には、大きなペイロードを生かす形でサイコミュを用いて無人状態の他のMSをファンネルのように操作するシステム「エニグマ」の母機となっている。

## ダーグウェ
漫画『機動戦士ガンダム エコール・デュ・シエル』に登場。
ラウ・カンパニーがルオイー・コロニーで最終組み立てを行った大型MAで、機体の左側のみに拡散メガ粒子砲内蔵のハンドクローを有する左右非対称なデザインが外見的な特徴。元々はアスナ・エルマリート専用機としてエゥーゴ向けに開発されていたものだが、エリシア・ノクトンのアスナに対する執着に呼応して彼女の機体となった。ルオ・カンパニーは、ティターンズの劣勢を見取り、ダーグウェを手土産にエゥーゴへ寝返ろうとするが、ティターンズの部隊に襲撃され、エリシア・ノクトンにダーグウェを奪取される。
ルオイー・コロニーを破壊しつつアスナのル・シーニュと激戦を繰り広げ、大破する。

## ノクチュルヌ
ゲームブック『機動戦士ガンダム シャアの帰還』に登場（型式番号：HMX-000 / HMX-000-X3）。
サイコ・ガンダム、バウンド・ドックに続いて開発されたサイコミュ搭載MS。アクシズから流出したサイコミュ兵器ファンネルを装備した唯一の連邦工廠製MS。拡散メガ粒子砲と30基のファンネルを内蔵した高い火力をほこる巨大な機体で、グワダン級超大型戦艦イン・エクセスの主砲すら防ぐメガ粒子偏向シールドを装備する。パイロットはユマ・カザァマ。
姉ユカ・カザァマの乗るリック・ディアスを破壊し、シャア・アズナブルと対峙、激闘の末敗れた。

## バイアラン
メカニックデザインはヴィシャルデザインがラフを描き、藤田一己がアレンジを加えてフィニッシュワークをおこなった。
キリマンジャロ基地で10番目に開発された試作型MS。ティターンズが地球上の制空権を確固たるものとするため、ベースジャバーなどのサブフライトシステムを使用せず、当時のトレンドであった可変機のように飛行形態にも変形せず、単独かつ人型を保持したままでの飛行性能に重点を置いて開発した機体。
ガンダムTR-1［ヘイズル改］イカロスユニットのアイデアソースを元に開発され、従来の熱核ロケット・エンジンに加え、両肩に可動式の熱核ジェット・エンジンを装備することにより、これまでのMS単独による滞空時間の記録を大幅に更新するが、航続距離には問題があったとも言われる。なお、熱核ジェットをロケットに換装することで、宇宙空間での使用も可能となっており、空間戦闘においても通常のMSを上回る加速性能を誇る。
可変機の開発費や整備性を始めとする運用上の問題を解決すべく同機が開発されたが、本機自体も整備が煩雑だったという説もある。また、本機は大気圏外から降下する敵機に対する高々度迎撃機としても設計されている。
機体の軽量化と空力特性を追求しているが、それによる問題点も多く、装甲は薄く武装も少ない。この点はティターンズでも問題視され、さらなる推力向上とともに武装の強化が検討されていたとする説もある。また、脚部は事実上の着陸用ギアでしかないともいわれる。
量産はされなかったともいわれるが、複数の機体が確認されている（「劇中での活躍」を参照）。標準塗装はダーク・グレーと薄紫を基調とし、一部が赤と黄色で塗り分けられている。
武装
メガ粒子砲
両掌の中央に1門ずつ内蔵。出力4.7メガワット。飛行能力を得るため、携行武装を制限し内蔵式とされるが、腕部に装備したことによる広い射角と、高い連射性能を誇る。
ビーム・サーベル
上腕部の内側に1基ずつ収納されている。3本指のマニピュレーターで保持するため、柄の断面形状は三角形となっている。なお、本機の格闘戦能力については評価が二分している。
劇中での活躍
キリマンジャロ基地にてテスト中だった機体にジェリドが搭乗し、実質的な専用機として運用される。地球でエゥーゴ、カラバとの戦闘後ジェリドと共に宇宙に上ってアポリーの駆るリック・ディアスの撃墜、グワダンの後部エンジンや無数の対MS機雷の破壊など地上・宇宙の両面で高い戦闘力を発揮し、カミーユ・ビダン搭乗のΖガンダムとも互角に渡り合う。ジェリド機は最後まで撃墜されないが、最終決戦でジェリドがバウンド・ドックに搭乗し戦死したため、ゼダンの門空域以後の機体の行方など詳細は不明。
テレビ版48話では、ごく短時間だがパラス・アテネの護衛機として3機登場しており、ジェリド機以外にも生産されていたことが確認できる。
スマートフォンゲームアプリ『機動戦士ガンダム U.C. ENGAGE』のイベント「アムロシャアモード」では、テレビ版とも劇場版とも異なるストーリー展開でキリマンジャロ攻略戦が描かれており、ジェリドではなくゲーツ・キャパが搭乗する。当初はクワトロ・バジーナのディジェとアムロ・レイのリック・ディアスの連携に押され気味だが、ロザミア・バダムのサイコ・ガンダムの援護により巻き返す。その後、命令によりサイコ・ガンダムとともにジャミトフ・ハイマンが座乗するシャトルの護衛に回る。
近藤和久の漫画版では、パプテマス・シロッコの設計かつ搭乗機として登場する。
漫画『機動戦士ガンダムUC 星月の欠片』では、宇宙世紀0088年、宇宙への打ち上げ施設に移送中の本機をドナ・スター中尉が独断で出撃。推進剤もろくに充填されていない状態で、連邦幹部夫妻の乗るデッシュを襲撃するテロリストのセイバーフィッシュを殲滅する。
漫画『機動戦士ガンダム U.C.0094 アクロス・ザ・スカイ』では、ディエス・ロビンの偽名で連邦軍トリントン基地の整備兵となっていたドナが、オーストラリアの旧ティターンズ系の武装組織の本拠地「デビルズ・ネスト」に潜入して本機を強奪する。同時に連邦軍フレスベルク隊およびレイヴン隊によるデビルズ・ネスト制圧戦が進行中であり、加勢する形でガブスレイと交戦し撃破する。その後、サイコ・ガンダムMk-IIが放り投げたルガー・ルゥのリバウを受け止めた際にパワーダウンし、落下する。

### バイアラン・カスタム
アニメ版『機動戦士ガンダムUC』に登場。トリントン基地がバイアランの残存機体をもとに完成させた技術試験評価機。既存技術を用いたMSの単独滞空能力の向上を目指して製造された。
頭部センサーは原形機のモノアイ式から、連邦系のバイザータイプの複合（ツイン・アイ）式に変更。これが、本機の計画承認にあたって連邦軍本部が指示した唯一の必須要項であったとされる。両腕部はガブスレイの脚部の一部を流用したクロー・アームとビーム・サーベルとして使用可能なメガ粒子砲に換装。足先もクローアームとなっており、踵部分はバウンド・ドックのものと同型となっている。背部にはプロペラントタンク直結の増加スラスターが2基追加されている。
2機が製造され、1号機は増設パーツと改修部分の検証機、2号機はさらにギャプランのパーツにより背面部スラスター・ユニットを改修してコクピットを最新型の94タイプに換装し空間機動性を大幅に向上させた「完全版」となる予定、とされている。本機を指して開発関係者は「ティターンズMSの合成獣（キメラ）」や「麒麟」のようだ、と述べる。
アニメ版本編に登場するのは1号機のみで、改修前の2号機は漫画『機動戦士ガンダムUC 星月の欠片』のみの登場となっている。
アニメ版のジオン残党軍によるトリントン湾岸基地襲撃において、2号機は援護射撃を行ったあとにエラーを起こしてフリーズし画面上には登場しないが、起動に成功した1号機はジオン残党軍の旧式MSたちと交戦。カプール、ズゴック、ザク・マリナーを撃破する、袖付きの新型機であるゼー・ズール2機をも白兵戦で無力化する、ザクキャノンの対空弾幕を回避する、ロケットブースターで空中戦を挑んできたデザート・ゲルググを返り討ちにするなど、数で上回るジオン残党軍を圧倒する。その後、同じく空中戦を挑んできたジオン残党軍のマラサイの1機が放った海ヘビによって動きを止められた直後にヨンム・カークスの駆るザクI・スナイパータイプの狙撃によって右後部の増加スラスターを破壊されて撃墜され、さらにマラサイのビーム・サーベルで左肩部を焼かれながらもマラサイをビーム・サーベルで撃破する。
漫画『機動戦士ガンダムUC 『袖付き』の機付長は詩詠う』第3話冒頭、および『機動戦士ガンダムUC 星月の欠片』第3話冒頭でもゼー・ズールやカプール、ザク・マリナーとの交戦の様子が描かれている。『『袖付き』の機付長は詩詠う』第7話・第8話においては後述の2号機と共に登場。2号機と共に攻撃を仕掛けてくるMSだけを撃墜することで、結果として海賊の襲撃を受けたジオン残党部隊アヴリルたちを助ける。
漫画『機動戦士ガンダム U.C.0094 アクロス・ザ・スカイ』ではオーストラリアにある元ティターンズ関連の武装組織の本拠地「デビルズ・ネスト」にディエスが潜入、特殊部隊による制圧戦の混乱に乗じてバイアランを奪取し、武装組織と交戦する。

#### バイアラン・カスタム2号機
改修後の2号機は、漫画『機動戦士ガンダムUC 『袖付き』の機付長は詩詠う』第7話・第8話において登場。塗装は青と白を基調とする。漫画『機動戦士ガンダムUC バンデシネ』にも登場し、こちらは濃淡のグレーに塗装されているが、このカラーリングを「ティターンズカラー」と表現している媒体もある。
改修点としては、両手が通常の掌タイプの5指マニピュレーターに換装され、背面部にはジェネレーター直結式ビーム・キャノン内蔵のムーバブル・バインダーを追加。踵部分のクローは廃されている。腕部にはロング・ビーム・サーベルにも転用可能なロング・ライフルを装着。腕部を機体前方に突き出した姿勢変化により高速巡航形態となり、その際の「機首」として用いるエアロ・アーマーを通常時はシールドとして使用する（ビーム・コーティングが施されている）。さらに臀部にギャプランの追加ブースターを接続することにより、総推力の増加だけでなく、単独で大気圏上層までの進出が可能となる。これによりギャプランと同様の稼働領域を獲得し、「大空を掌握する機体」という当初の目的を達成する。
『バンデシネ』では、ダカールでバンシィからの攻撃でデルタプラスを中破させられたリディ・マーセナスが搭乗し、投降しかけたシャンブロに止めを刺す。ガルダ攻防戦において、ユニコーンガンダムとバンシィを攻撃しようとして、バンシィからの攻撃を受け大破する。

### バイアラン・イゾルデ
小説・アニメ『機動戦士ガンダム Twilight AXIS』に登場（型式番号：RX-160G）。
ブッホ・ジャンク社の私設部隊「バーナム」が運用する改修機。パイロットはバーナムに所属する傭兵兄弟の弟ヴァルター・フェルモ。「鳥」に形容される独特の形状をもち、機体色は白と紫を基調としている。バイアラン・カスタム以上にガンダムタイプに似たツインアイ型の頭部が特徴。
宇宙世紀0096年にブッホ社の二代目であるマイッツァー・ロナの意を受けて、ガンダムAN-01“トリスタン”やカスタムタイプのジェガン2機とともにアクシズの調査に赴き、同じくアクシズを調査していた連邦政府直轄部隊「マスティマ」と交戦する。

### アパラタス
雑誌「ゲームぎゃざ」の読者参加ゲーム『機動戦士ガンダム G-STRATEGY』に登場（型式番号：RX-160X）。
元ティターンズ系の技師らがエゥーゴで開発したバイアランの発展型。簡易サイコミュを搭載しており、胸部にメガ粒子砲2門、肩と背部にサイコミュ誘導式メガ・ランチャー（ワイヤレスだが、分離せずとも使用可能）4基を装備している。

## ハスター
OVA『GUNDAM EVOLVE ../9 MSZ-006 Ζ-GUNDAM』に登場。
ゲミヌスに8機搭載されている「サイコミュ・モビルスーツ」。ゲミヌスに搭乗した複数のニュータイプによってサイコミュを用いて無人制御され、ゲミヌスのオールレンジ攻撃に用いられる。三角錐のようなMA形態からMS形態へと変形可能な可変機であり、ゲミヌスに搭載されている際は三角錐形態を取っている。
チャクラ研究所攻撃に向かうゲミヌスに随伴しており、ゲミヌス迎撃に向かったホワイト・ゼータ、グレイ・ゼータ、レッド・ゼータと交戦する。

## ハティ
HATI
雑誌企画『ADVANCE OF Ζ 刻に抗いし者』に登場（型式番号：ORX-007）。
オークランド研究所で開発された強化人間用MA。その姿形はタツノオトシゴ、もしくは旧ジオン軍のブラウ・ブロに近いが、本機のベースとなったのは一年戦争前に立案されていた航宙イージス艦構想である。
同時期に開発されたORX-009 ガンダム［スコル］を直掩に付けて運用する事を前提としており、スコル側からの操作でも機体を動かす事が可能。
オールレンジ攻撃を行う有線ビットとIフィールドジェネレーターを装備し、単体でも高い戦闘能力を有しているが、本機の本領はサイコミュを用いた搭載兵器の誘導管制能力にある。機体下面に長距離ミサイルを収容可能な武装サイロを装備しており、サイロ前面のサイコミュ感応アンテナを用いてミサイルの誘導を行う。
なお、有線ビットは主砲と副砲を備えており、主砲はメガ・ランチャーに匹敵する威力を有し、副砲がその発射ラグをフォローする形となっている。
追い詰められたテルアビブ分遣艦隊のニシザワ中佐が、地球全土への無差別核攻撃の中心機として導入し、武装サイロに搭載されているのは全て核弾頭ミサイルだった。

## パラス・アテネ
メカニックデザインは藤田一己。デザインラインはガブスレイから継承、発展したものであると語っている。
パプテマス・シロッコが設計・試作し、ジュピトリス艦内で2番目に開発した超重攻撃型MS。ボリノーク・サマーン、ジ・Oの3機で「チーム」として運用する構想のもとに、それぞれの機能を分化した設計がなされている。本機はおもに火力を重視した設計となっており、編隊から突出して対艦攻撃をおこなうことも想定されている。しかし、大量の武装を運用するために基礎フレームは大型化し、運動性や機動性の低下を招き、MS同士の近接戦闘には向いていない。なお、フル装備の状態は「フル・アーマー」とも呼ばれる。
当初はシロッコの2番目の専用機として開発されるが、ジ・Oが完成したあとはそちらに乗り換えている。
武装
2連ビーム・ガン
右前腕に直接接続する連装メガ粒子砲。長砲身で長射程。なお連装ではあるがビームは発射直後に収束して一本のビームとなる。バレル上部にはグレネード・ランチャーが1門装備されており、メッサーラのものと共通の弾体を装填する。劇中で最も多用された武装であるが、キュベレイとガンダムMk-IIにそれぞれ1回ずつ破壊されている。
メガ・ビーム砲
両前腕に内蔵されたメガ粒子砲。装備位置の関係上、2連ビーム・ガンやシールドを切り離ししなければ使用不可能であるが、最終決戦においてはエマ・シーンのガンダムMk-IIの乗るシャクルズを一撃で破壊している。また最初のプラモデルでは手持ち武器の造形が間に合わなかったため、ボックスアートでは主力武器のように描かれていた。
拡散ビーム砲
両肩部の前後にそれぞれ1基、計4門を内蔵。近接戦闘時に十分な威力を発揮し、牽制などにも使用可能。劇中では、第48話におけるドゴス・ギア襲撃時に防衛に出向いたバウンド・ドック（ゲーツ機）に対して前面の2門を使用している。
大型ミサイル
対艦用のオプション火器。背部のムーバブル・シールドに合計8発を装備できるため、単機で複数の戦艦を撃破することも可能。先端にオプティカル・シーカーを装備し、ミノフスキー粒子散布下でも十分な認識・追尾能力をもっている。しかし、開発が間に合わず、劇中では未装備。
シールド
左前腕に装備する。円形で、小型ミサイル・ランチャーを8基内蔵。ミニ・ミサイルを各5発、計40発を装填する。第46話にて戦場から撤退する際に弾幕を張っている。
ビーム・サーベル
シールド裏に2基装備。標準的な威力をもつ。
脚部クロー
格納式の鉤爪。格闘や足場の固定などに使用される。劇中未使用。
劇中での活躍
第28話でレコア・ロンドが特別任務により民間人を装ってジュピトリスに潜入した時点では、すでに完成している。このときはまだ塗装されておらず、脚部クローを立てている。レコアはこれをスケッチブックに描いているが、アーガマのクルーには報告していない。その後、レコアがティターンズに投降したあとは彼女に与えられる。大きな戦果はバスク・オムの乗るドゴス・ギアの撃沈（TV版のみ）。最終決戦では被弾しシャクルズに乗ったエマ・シーンのガンダムMk-IIとの一騎討ちとなる。Mk-IIのビーム・サーベルでコクピットを貫かれた直後、Mk-IIを攻撃したヤザン・ゲーブルのハンブラビのビームによって撃破される。小説版ではサラ・ザビアロフが搭乗するが、最終決戦時にカミーユ・ビダンのΖガンダムに撃墜される。
漫画『機動戦士ガンダム バニシングマシン』では、シロッコによる本機の開発試験の様子が描かれている。試験段階では両刃状のビーム・サーベルを持つ格闘戦用の機体であるが、旧ア・バオア・クー空域での実戦データを元に、その大型フレームによるキャパシティを活かした重装機体へと仕様変更しパラス・アテネを完成させている。
SFC用ソフト『SD機動戦士ガンダム2』では、使用する機体でガンダムMk-IIを選ぶと、最終ボスとして登場する。

## ハンブラビ
ゼダンの門（旧ア・バオア・クー）工廠で9番目に開発された可変MS。
設計にはパプテマス・シロッコが関与しており、ジュピトリスで試作がおこなわれている。ガブスレイの後継機であるともいわれるが、変形機構は量産化を前提とした簡易なもの（ほぼ、両脚を背中側に折り上げるだけ）を採用しており、ムーバブル・フレームとマグネット・コーティングにより、MS形態からエイのようなMA形態に約0.5秒で変形完了する。スペックの数値は第3世代MSとして高いとは言えないが、運動性や格闘戦性能は非常に高い。搭載されている熱核ロケット・エンジンは燃焼効率が高く、長時間安定した機動が可能である。また、変形により機体特性を目まぐるしく入れ替え、相手を翻弄する多彩な攻撃が可能となっている。
細長く尖った頭部および両肩アーマーと、さらにこれらに計5基（顔面2基、後頭部、両肩）のモノアイが装備されているのが特徴で、これによりMS/MA両形態で十分な索敵が可能となっている。胸部から頭部にかけてのユニット全体が複合的なセンサー・アレイとなっており、各形態で状況に応じて最適化された情報をパイロットに伝達する。また、腰部アーマーの裏側にはオプションのマウント・ラックがある。装甲は脆弱であるが、耐ビーム・コーティングの性能は優秀である。
整備性や生産コストの面では優れており、稼働率も高いが、乗りこなすには高い技能と戦闘のセンスが必要とされたため、量産先行機が数機建造された時点で本格的な量産は見送られている。
ヤザン・ゲーブルは、本機に搭乗した感想をシロッコに求められた際に「得体の知れない力を感じる」と述べている。それに対してシロッコは「それはヤザン大尉が、今まで楽をしてきたからだ」と答えているが、小説版では「バイオセンサーによるシステムが導入されているから」と回答している。
武装
ビーム・ライフル
背面に2門装備されている。後方への発射も可能。またＭＳ形態では背中からせり出して正面を撃つ事も出来る。名称はコスト削減のためにビーム・ライフル用の規格のユニットを使用していることによるが、「ビーム・ガン」や「メガ粒子砲」とも呼ばれる。出力2.6メガワット。基本的にMA形態用である。
ビーム・サーベル
両前腕内側に1基ずつ収納する。形状はリック・ディアスやネモなど、エゥーゴのアナハイム・エレクトロニクス製MSのものと同じタイプとされるが、出力は0.5メガワットとやや高い。また、収納時にはビーム・ガンとしても使用可能であり38話でバッチのリックディアスを撃破している。
海ヘビ
手持ち式の電撃兵器。バーニアの付いた先端部を射出してワイヤーを伸ばし、敵MSへ巻きつけ高圧電流を流して電子機器とパイロットにダメージを与える。劇中では、携行武装としてもっとも多く使用されている（第35、38、49話）。初使用時には本来の効果を発揮していないが、先端部が百式に命中してその衝撃で一時的に行動不能にしている。
クモの巣
海ヘビと同様の電撃兵器で、3機でワイヤー・ネットを展開する。高度な戦法となるものの、成功すればMS3機分の放電となるため威力は高い。右腕に装備するが、海ヘビのような持ち手などは確認できない。劇中では海ヘビより早い第33話で使用され、Ζガンダムにダメージを与えている。
フェダーイン・ライフル
出力6.6メガワットを誇る高出力ビーム・ライフルで、ガブスレイのものを流用している。劇中では第34話で、ヤザン機が携行し、ラムサス機とダンケル機はハイザックおよびマラサイ用のビーム・ライフルを携行した。劇中ではMA形態時に使用例はないが、小説版の挿絵ではMA形態で携行している図が掲載されている。
腕部クロー
前腕部に装備された折りたたみ式の2本の鉤爪で、MS・MA両形態で使用可能。MA形態時にはランディング・ギアとしても使用する。
テールランス
MA形態では「しっぽ」のように長く伸ばし、スタビライザーとなる。MS形態では背部に折りたたまれるが、先端が専用に鍛造されたガンダリウム合金製となっており、刺突装備としても機能する。武器としては、劇中では第34話で使用されたのみで、メタスの股間部から突き上げてコクピット・ハッチを破壊している。
劇中での活躍
第31話で初登場。サラ・ザビアロフが月のフォン・ブラウン市に潜入する際にメッサーラとともに2機が出撃、行きはサラがテストを兼ねて技師とともに搭乗し、「いいMSになりますね」と感想を述べている。ただしMS形態のバランスに問題があることも指摘しており、実際に本機の戦闘は殆どMA形態で行われる事になる。その後、別の兵士が搭乗しアーガマを襲撃するが、サラが脱出に成功しメッサーラに搭乗したあとに撤退する。
第32話からはヤザンが、第33話からはその部下であるラムサス・ハサ、ダンケル・クーパーも搭乗し、以降は常に3機で出撃する。ヤザン機はレコア・ロンド（第34話）およびファ・ユイリィ（第38話）のメタスを撃破（いずれもパイロットは脱出）、また3機の連携攻撃でバッチのリック・ディアスを撃破する（第38話）。
第49話の最終決戦ではラムサス機がエマ・シーンのスーパーガンダムに撃破されるが、直後にヤザン機はカツ・コバヤシのGディフェンサーのコクピット・カプセルを撃破。ダンケル機もスーパーガンダムに下半身を破壊されるが、爆発シーンはない。ヤザン機は背後からスーパーガンダムのパーツを破壊、ガンダムMk-IIの盾となるラーディッシュも撃沈するが、カミーユの人智を超えたニュータイプ能力に共鳴したΖガンダムに撃破される（ヤザンは脱出）。
小説版では、ヤザン機はΖガンダムのグレネード・ランチャーの直撃をコクピットに受け撃墜されており、ヤザンの生死についてははっきりと描かれていない。
劇場版『機動戦士ΖガンダムIII A New Translation -星の鼓動は愛-』では、シロッコへの手土産として3機でドゴス・ギアを襲撃、撃沈している（テレビ版ではパラス・アテネが撃沈）。
漫画『機動戦士ガンダム ヴァルプルギス』では、0089年にクラン所属の2機が登場する（詳細はボリノーク・サマーンを参照）。
漫画『機動戦士ガンダム U.C.0094 アクロス・ザ・スカイ』では、オーストラリアの旧ティターンズ系の武装組織の本拠地「デビルズ・ネスト」に所属する1機が登場。前腕部の形状が異なり、クローにかわって3連装ミサイル・ポッドを装備、アッシマーのビーム・ライフルを2丁携行する。ビーム・サーベルは背部に移設され、ビーム・ジャベリンを二刀流で使用している。背面のウィングには迷彩柄の布がかぶせられている。連邦軍フレスベルク隊のマーティン・マータフの量産型百式改と死闘の末、撃破される。なお、MA形態へ変形する描写はない。
漫画『機動戦士クロスボーン・ガンダム ゴースト』では、ブラックロー運送が所有するレストアMSの1機として登場。マリア・シティのザンスカール軍に作業用MSとして売り込んでいる。実は偽装としてハンブラビの外装を取り付けたVガンダム (リア・シュラク隊仕様)であり、第30話で偽装を解き、サーカスと交戦している。
備考
デザインは永野護。カラーリングは青を基調としている。MSの目のデザインにこだわった永野が、モノアイの形を逆三日月型に仕上げている。
もともとは可変MSのメッサーラとしてデザインラフを描いた。その時点での仮称は「クラックス」。パプティマス・シロッコとメッサーラは企画段階ではもっと重要な存在になる予定だったので、デザイナーは皆狙っていたという。
その後、永野は半年ほど『Ζガンダム』の現場から離れていたが、1985年の4月に「デザインはいくつも上がっているんだけどちょっと困っている。富野さんももう一回やってみないかと言っているので参加してくれないか」という話が来て、復帰することになった。
「何をやってもいいから」と言われた永野は、「落書きできるくらい強いキャラクター性を持ったMSを」と考え、シルエット重視型のMSを提案することにした。そこでクラックスのラフスケッチをクリンナップしてエゥーゴ側の可変MSメタスとして提出した。21話から登場する予定だったが、あまりに奇抜なフォルムのために作画インの直前にメタスは現行のデザインのものに変更され、このデザインはハンブラビと名前を変えられて31話から登場するティターンズ側のMSに回されることになった。
1986年には、永野が自らのデザインをさらに推し進めて描いた別デザインが公開されている。1994年にはデザインをリメイクし、カラーリングをブラッディレッドに変更したイラストをアニメ誌に発表した。

### ハンブラビ Mk.Ib バンパイア
大日本絵画発行の書籍『GUNDAM WARS PROJECT Ζ』に登場する可変MS。ハンブラビの改良型。
背部ウイング・バインダーが大型化されている。それに伴い、ウイング・バインダー内のプロペラントも増加され、作戦行動時間が延長された。頭部レドームは改良によって延長され、搭載電子機器の機能強化と60mmバルカン砲の搭載がなされた。これにより、MA形態時の戦闘能力と索敵能力が強化されている。

### ノン－ブラビ
NON-BRABI
漫画『A.O.Z Re-Boot ガンダム・インレ-くろうさぎのみた夢-』に登場（型式番号：ARZ-139）。名称は雑誌企画『A.O.Z Re-Boot』により、「鹵獲ハンブラビ（作業型）」とも呼ばれる。
火星のジオン残党組織「レジオン」が、ティターンズ残党が持ち込んだハンブラビを作業用に改修した機体。「オメガ逃亡事件」により火星が飛行禁止となり、飛行用・宇宙用MSの一部は装備や武装が解除されて作業用MSとして運用される。背部ウイング・バインダーを廃し、テール・ランスは掘削用の「テール・ドリル」に換装されている。MS形態は漫画作中と『A.O.Z Re-Boot』掲載のイラスト（単行本第4巻に再録）では一部デザインが異なり、前者のほうが原型機に近いものとなっている。また、MA形態は『A.O.Z Re-Boot』にのみ掲載され、サソリのような形状となっており、展開することでシャベルをはじめとする建設機器として使用可能なオプション装備である「汎用モビル・バケット」を上部に追加している。機体色はオレンジを基調に、一部黒で縞模様が描かれている。名称は、ウィングのない状態を揶揄した愛称である。
作中での活躍
ティターンズ残党のドナルドが搭乗し、宇宙世紀0091年にパイプラインの冷却剤漏れの処理班として、同じく作業用に改修されたリバウンド・ドックやローザックとともに現場に向かうが、予想以上に事態は深刻であり、危険を察知して現場から離れようとしたところを「逃亡犯」「テロリスト」と判断され、駆けつけたシンシアのガンダムTR-6［キハールII］と交戦。テール・ドリルを奪われて相手の装備とされ、それによって行動不能にされ捕獲される。

### ハンブラ-B
漫画『機動戦士クロスボーン・ガンダム DUST』に登場（型式番号：CRX-139）。

### 『機動戦士Gundam GQuuuuuuX』におけるハンブラビ
アニメ『機動戦士Gundam GQuuuuuuX（ジークアクス）』に登場（型式番号：ORX-139）。『機動戦士Ζガンダム』の設定とは異なり、オーガスタ研究所で開発された可変MS。

## ボリノーク・サマーン
パラス・アテネと同じくジュピトリス製の機体で、バックパックの大推力高機動スラスターや安定度の高い脚部からシロッコの趣向が垣間見える。重MSに分類されることもある。
索敵・哨戒・情報収集を目的とした試作機であり、その能力に優れる。頭部にさまざまなセンサー機器類を内蔵するレドーム、左前腕部にレーザー・センサーを装備している。また、機体全体に帯磁シールドがほどこされており、高度なステルス性を発揮する。搭載されているコンピューター・システムは大型システム並みの情報処理能力をもっており、センサーからの情報をリアルタイムで解析し、ジ・Oやパラス・アテネにレーザー通信で送信する。また、前線の情報を司令部に常時送信し、的確な戦況判断を可能にするのも本機の主任務である。機体自体の性能に特筆すべき点はないが、これはセンサー系のノイズを軽減するために機体の出力を制限しているからである。武装は、自衛用に近接戦闘用のものを装備する。ファン間では、当機と発音が似てることから、別名『森の熊さん（もりのぉく・まさ〜ん）』とも呼ばれて親しまれている。
武装
ビーム・トマホーク
クロー・シールド前部に2基装備されており、その状態ではビーム・サーベル（出力0.42メガワット）兼ビーム・ガンとして使用可能。引き抜いて使用する際はビーム・サーベルのほか、反対側がビーム・トマホーク（出力0.53メガワット）となる。
劇中ではビーム・ガンとしてのみ使用されており、引き抜くシーンはない。
炸裂弾ランチャー
「グレネード・ランチャー」とも呼ばれ、両肩部に3基ずつ内装されている。
劇中で発射される弾体は、通常のミサイルやグレネードと変わらない描写となっている。
クロー・シールド
単に「シールド」とも呼ばれ、右前腕部に装備する。前部にカニのハサミのような1対のクロー（「シザース」とも）をもっており、「クラッシュ・ハンド」とも呼ばれる。
劇中でクローは使用されず、シールドとしてもほとんど機能していない。
劇中での活躍
第44話で初登場。サラ・ザビアロフ曹長の専用機となり、ゲターに乗りハイザック2機を従え、シロッコがゼダンの門に赴く間のジュピトリス後方の索敵を命じられるが、「陽動」と称してアーガマを襲撃する。迎撃に出たΖガンダムと交戦し、ビーム・サーベルで右腕を切断され衛星基地跡に逃げ込み、機外に出たサラはカミーユに拘束され捕虜となる。第45話では、本機はアーガマに回収されていてデッキにあり、シールドを除く右腕は修復されている（ただし、シーンによってはシールドを装備している）。ゼダンの門攻略戦の最中、パラス・アテネのアーガマ襲撃に乗じてサラが本機で脱走し、カツのGディフェンサーやエマのガンダムMk-IIと対峙したあとにパラス・アテネと合流して戦線を離脱する。
第46話ではふたたびシールドを装備し、ジ・Oおよびパラス・アテネとともにグワダンに赴く。ジ・Oとともにデッキに着艦し、サラは機内で待機する。シロッコがクワトロに肩を撃たれたのを感知したサラは、ビーム・ガンで艦内に穴を開けて脱出路を確保する。その後3機はハマーンのキュベレイと交戦、ファンネルの砲撃により本機はふたたび右腕を失う。そして、キュベレイと一騎討ちをおこなうジ・Oを狙撃するGディフェンサーのロング・ライフルの射線上に立ちふさがり、盾となって撃破される。
漫画『機動戦士ガンダム バニシングマシン』では、シロッコによる本機の開発試験の様子が描かれている。試験段階ではバックパックにレドームを搭載した標準フレームの機体であるが、旧ア・バオア・クー空域での実戦データをもとに、その高い索敵能力をさらに延ばす形で本機を完成させている。
漫画『機動戦士ガンダム ヴァルプルギス』では、0089年に「シロッコの復活」を目的とするジュピトリス残党組織「クラン」所属の1機が登場。右腕はバーザムのものに換装されており同機のビーム・ライフルを携行、左腕にオーヴェロンと同型のシールドを装備する。木星圏に脱出しようとする往還船「ジュノーン」を追撃するマシロ・オークスのフルアーマー・オーヴェロンを迎撃するため、ゲターに乗ってガブスレイおよびハンブラビとともに出撃。しかし足止めにもならず、右腕と右脚を破壊される（ほかの機体も頭部や四肢の一部を破壊され行動不能にされている）。
漫画『機動戦士ガンダムF90 ファステストフォーミュラ』では、0116年に木星船団所属（当時）のフォンセ・カガチが搭乗し、サイド4コロニー「フロンティアI」におけるオールズモビル蜂起に乗じてサナリィのシステムをハッキングし、ガンダムF90に関するデータを盗み出す。特殊部隊「ファステストフォーミュラ」のミズマ・ムエルテは改修機ではないかと見ているが、外観に変化はない。またミズマによれば、本機は連邦政府を乗っ取るためにシロッコが開発したMSであるとも言われており、欺瞞ウィルスでデータベース侵入の「足跡」そのものを隠蔽できるという。

## マタ・ビリ
雑誌企画『ADVANCE OF Ζ 刻に抗いし者』に登場。ニューギニア基地が独自に開発したモビルフォートレス（MF）。機体名称の由来はニューギニアの伝承に出てくる悪霊。
ジオン製MAを参考に製作され、その独自の形状からカラバからは「パンケーキ」の名称で識別されている。同じ連邦製MFであるサイコ・ガンダムとは異なりサイコミュは使われておらず、3人の搭乗者によって操縦される（分担は不明）。コクピットブロックはそのまま脱出装置となっておりパイロットの生存性を高めている。
一年戦争当時のジオン軍のMAビグ・ザムと同様の設計思想で作られており、その圧倒的な火力および155mmマシンガンランチャーの狙撃をものともしない防御力でケラウノス隊を含めたカラバのニューギニア基地攻略部隊を苦しめた。

## メッサーラ
パプテマス・シロッコがジュピトリス艦内で開発していた試作型可変モビルアーマー（TMA）。設計・開発は、0085年から0086年にかけてとされる。PMXシリーズにおける最初の機体であり、型式番号の「000」は連邦コード外の機体を表す。
戦闘用として開発されるも軍事的背景はまったくなく、シロッコの個人的な意向のみで進められているため、コンセプトには彼の意思が強く反映されている。木星の高重力圏での活動を前提に設計されており、高重力を振り切るための大型スラスター・ユニットを装備し、フレーム剛性も非常に高く設定されている。可変MAとしては最初期にムーバブル・フレーム構造を採用した機体であり、変形所要時間はわずか0.5秒。スペック上の比推力は然程高くはないが、メインスラスターの他に機体脚部および尾部などにも大型スラスターを内蔵しており、実際の総推力は最低でも196,000kg以上に達すると思われる。
スラスター・ユニットは連装スラスター群と一体化したAMBACユニットであり、1基あたり機体質量の30%を有する。先端には推定出力11.3MWの直結型メガ粒子砲を搭載し、ジョイント・アームにより広範な射角を有する。ほかに、肩部には9連装ミサイル・ポッド、前腕の甲にはグレネード・ランチャー（2連装、各3発）とクローが一体となったユニットを装備し、ビーム・サーベル（柄が伸縮、出力0.5MW）も内装、両側面にはバルカン砲も装備している（劇中では未使用）。さらに脚部（かかと）もクローとして、敵機の捕縛や圧壊が可能なトルクを持つ。
装甲材質は不明だが、独自の研究によりγ型に近いガンダリウム合金を開発し、採用していたようである。変形シークェンスはきわめて単純で機構である。本機の頭部と胴体は一体化しており、完全な人型ではない。カラーリングは濃淡パープルを基調とする。
デザイン
藤田一巳はTVシリーズ機動戦士Ζガンダムをやっていた頃、メッサーラのデザイン成立プロセスは、木星帰りの男パプテマス・シロッコの天才的かつ冷徹な頭脳が生み出した最強のメカニズムであり、その美しさと獰猛さをカスタムメイドにして初めて実現したという事が、とても個性的でエキセントリックな物に対する憧れを刺激したと記憶に残っていた。
強さ、不思議さを表現するには人型メカではピンと来ない、カッコ良さだけではない何かが欲しいと考えて、藤田はこのメッサーラのデザインが脳裏に浮かんできた。つまりは、機械と生物の融合。特撮物の敵キャラにありがちなパターンとは完全に方向性が違い、あくまでメカニズムである。機械達の持つ生命感をデザインとして成立させるというのが、藤田のメッサーラのイメージに対する解答だった。生体メカをデザインする場合、普通なら生物から考えるが、藤田は逆の過程を用いて、それがガンダムに合っていると考えた。しかしTVシリーズである機動戦士Ζガンダムは機体を変形させる必要があったのと、藤田は自分の能力不足だと反省したが、そのような理由から理想のデザインにはならなかったという。元々メッサーラはガウォーク・スタイルだったのだが、「ガンダム的でない」との理由から、背筋を伸ばしたMS風のデザインに変更された。
デザインの作成中にギャプラン（この時点での名称はドミンゴ）が一旦ボツになったため、ギャプランのアイデアの一部が取り入れられている。しかし、ギャプランも結局使われることになり、この2機のシルエットが似通ってしまったΖ的で記憶に残った物だった。もっとも、この2機は同じデザインから派生している。
劇中での活躍
ガンダムシリーズ史上初の変形シーンを披露したMA。TV版『機動戦士Ζガンダム』ではパプテマス・シロッコが第10・11話で搭乗。性能テストとしてブライト・ノアが艦長を務めるテンプテーションを急襲、エゥーゴによるジャブロー降下作戦では、単独で奇襲をしかけ、ジムIIを始めとするエゥーゴ主力部隊を軽くあしらい、サラミス改級巡洋艦「シチリア」を撃沈、さらにエマ・シーンが搭乗するリック・ディアスの右腕をビーム・サーベルで破壊し、大気圏突入によるジャブロー降下を断念させている。なおこの時、設定よりもかなり大きく描かれているが、演出なのかミスなのかは不明。またシロッコはドゴス・ギアを任された際には、彼の部下として置かれていたジェリド・メサとマウアー・ファラオがガブスレイの性能テストを行っている最中に本機で割り込み、二人の技量を試したこともある。
サラ・ザビアロフやティターンズに投降したレコア・ロンドが搭乗してからは目立った活躍を見せることは無かったが、レコアはこの機体を使用してサイド2の21バンチコロニーへの毒ガス作戦を行い、作戦を妨害、阻止すべくコロニーの守備に当たっていたネモを撃墜、かつての同志が乗るΖガンダムや百式とも交戦になるも作戦を無事に成功させ、ティターンズへの（というよりシロッコ個人への）忠誠心を示している。その後の行方は不明だが、ジュピトリス内で保管されていたとする説がある。
放送終了後、TYRANT SWORD Of NEOFALIA内の藍田豊との対談で、藤田一巳は「TVじゃあんまり活躍させてもらえなかったしな。」と活躍を振り返った。
漫画『機動戦士ガンダム ヴァルプルギス』では、『Ζガンダム』登場機と同一とされる機体が登場。コンチェッタ・フィリー曰く「無色のグリモア」「原初（ゼロ）」。ジュピトリス轟沈後も残党組織「クラン」が保有していたが、トニオ・マンハイムが組織を脱走する際に搭乗し、「白のグリモア」と「素体」を搭載したコンテナを牽引して発進する。その後はサイド2コロニー「オリンポス」で「開かずのコンテナ」のひとつに秘匿されるが、コンテナ群は0089年7月にエゥーゴのアーガマ改級強襲巡洋艦「ユーロン」によって回収される。「シロッコの復活」とされるシャマールを認めないフィリー姉妹が「王の審判」を下すため、タリスマンによってコンテナを解放。コンチェッタが妹のフィオリーナの思念体とともに搭乗し、シロッコの最期を再現するかのようにシャマールが搭乗するオーヴェロンを金縛りにし、MA形態でコクピットに突撃する。しかし、シャマールは肉体を捨てて思念体となり、サイコ・フレア「オルフェウス」の「真の力」を発動させる。オルフェウスが破壊されシャマールも消滅したあと、クランに連れ去られるフィオリーナをマシロ・オークスに託し、オルフェウスの残骸からグリモアの結晶をもち去ろうとするハマーンを名乗る女性のディマーテルに玉砕覚悟の攻撃を掛け、撃破される。

### メッサーラ・グラシュティン
MESSALA GLASHTIN
漫画『機動戦士ガンダム ヴァルプルギス』に登場（型式番号：PMX-000G）。メカニックデザインは倉持キョーリュー。
シロッコがオーヴェロンの支援型増加兵器として開発。メッサーラのMA形態に似た外観であるが、流用部品は存在せず、形状から推測される推力重量比も異なる。メッサーラ同様、左右のスラスター・ユニット先端にメガ粒子砲を装備する。機首のバレル・カバーを兼ねたカウルを排除しグリップを展開することで「メッサーラ・グラシュティン第二形態」となり、メガライダーのようにオーヴェロンがまたがって乗ることが可能となる。この形態ではジョイントを介してオーヴェロン側のジェネレーターと接続し、本機機首のハイパー・メガ・ランチャー（メガライダーのメガ・バズーカ・ランチャーより出力は劣るが命中精度は高い）が連射可能となる。また、スラスター・ユニットを切り離しオーヴェロンのバックパックに接続、「隠し腕」を展開することで「オーヴェロン・メッサーラ・グラシュティン第三形態」に、さらに隠し腕を収納して機体本体を携行武装とすることで「同第四形態」となる。

### 量産型メッサーラ
ツクダホビーのウォー・シミュレーションゲーム『QUIN-MANTHA』に登場。
パプテマス・シロッコがジュピトリス内で生産したメッサーラの量産型。構造は量産向けに改められているが、原型機とほぼ同レベルの性能を発揮する。

## ラクシャサ
雑誌企画『ADVANCE OF Ζ 刻に抗いし者』に登場。ゼダンの門工廠で開発されたMA。
旧ジオン公国軍のビグロなどと同じく高速離脱戦闘を目的として開発され、直線機動での加速性能は同時代のMS群を大きく上回る。また、機体各部は容易に換装が可能な構造となっており、整備性の向上に一役買っている。また、コクピットブロックを有する機首部分は分離して脱出艇となる。
本来であればアレキサンドリア級かドゴス・ギア級などの大型艦で運用されるべき機体だが、パイロットとして名乗りを上げたバーダーが艦長を務める「トブルク」がサラミス改級という事もあり、「トブルク」の艦底に固定して強引に運用された。
コンペイトウ攻略作戦において1号機が出撃し大破。続くゼダンの門攻略戦では主武装を高出力メガ粒子砲二門に、ミサイルユニットを拡散メガ粒子砲に変更し、Iフィールドを機体全面を覆うように強化した2号機が戦線投入された。